# Сурамин

Сурамин, suramin sodium — антипротозойное, антигельминтное лекарственное средство.

## Показания
- Сонная болезнь, вызванная Trypanosoma gambiense и Trypanosoma rhodesiense

- Онхоцеркоз.

## Описание
Сурамин — лекарственный препарат, представляет собой сульфонат-содержащее соединение и служит препаратом выбора при гемолимфатической стадии сонной болезни. Его назначают внутривенно. Сурамин выводится очень медленно.

## Побочные эффекты
Побочные эффекты часты и имеют различную степень тяжести. К ним можно отнести — рвота, зуд, крапивница, светобоязнь, нейропатия, анафилактические реакции, поражение почек.

## Другие применения
Рассматривается использование в качестве лекарства, способного лечить аутизм.